# Walter Ashbaugh
Walter Ashbaugh (Walter Stuart „Walt“ Ashbaugh; * 11. März 1929 in East Liverpool; † 3. April 2003 in Toledo, Ohio) war ein US-amerikanischer Dreispringer.
Bei den Olympischen Spielen 1952 in Helsinki wurde er mit seiner persönlichen Bestleistung von 15,39 m Vierter.
Im selben Jahr wurde er US-Meister.